# Chaetocnema acupunctata
Chaetocnema acupunctata es un insecto coleóptero de la familia Chrysomelidae. Fue descrita científicamente en 1996 por White.